# (1109) Tata
(1109) Tata – planetoida należąca do zewnętrznej części pasa głównego asteroid okrążająca Słońce w ciągu 5 lat i 286 dni w średniej odległości 3,22 au. Została odkryta 5 lutego 1929 roku w Landessternwarte Heidelberg-Königstuhl w Heidelbergu przez Karla Reinmutha. Pochodzenie nazwy planetoidy nie jest znane. Przed nadaniem nazwy planetoida nosiła oznaczenie tymczasowe (1109) 1929 CU.